# Малта на Светском првенству у атлетици у дворани 2016.
Малта је на 16. Светском првенству у атлетици у дворани 2016. одржаном у [[Сопот Портланду од 17. до 20. марта учествовала једанаести пут. Репрезентацију Малте представљала је једна такмичарка која је учествовала у трци на 60 метара.,
На овом првенству Малта није освојила ниједну медаљу а постигнут је лични рекорд.

## Учесници
Жене:
- Шарлот Вингфилд — 60 м

## Резултати

### Жене
| Атлетичарка     | Дисциплина | Лични рекорд | Квалификације | Квалификације | Полуфинале            | Полуфинале            | Финале                | Финале       | Детаљи |
| Атлетичарка     | Дисциплина | Лични рекорд | Резултат      | Место         | Резултат              | Место                 | Резултат              | Место        | Детаљи |
| --------------- | ---------- | ------------ | ------------- | ------------- | --------------------- | --------------------- | --------------------- | ------------ | ------ |
| Шарлот Вингфилд | 60 м       | 7,55 НР      | 7,63          | 7. у гр. 2    | Није се квалификовала | Није се квалификовала | Није се квалификовала | 36 / 44 (45) |        |